# Aeroportul Opole-Polska Nowa Wieś
Aeroportul Opole-Polska Nowa Wieś (IATA: QPM, ICAO: EPOP) este un aeroport din Polska Nowa Wieś⁠(d), Komprachcice⁠(d), powiat opolski⁠(d), Voievodatul Opole, Polonia. A fost deschis în 1937.
Situat la o altitudine de 188 m, aeroportul dispune de o singură pistă.